# Dillard’s

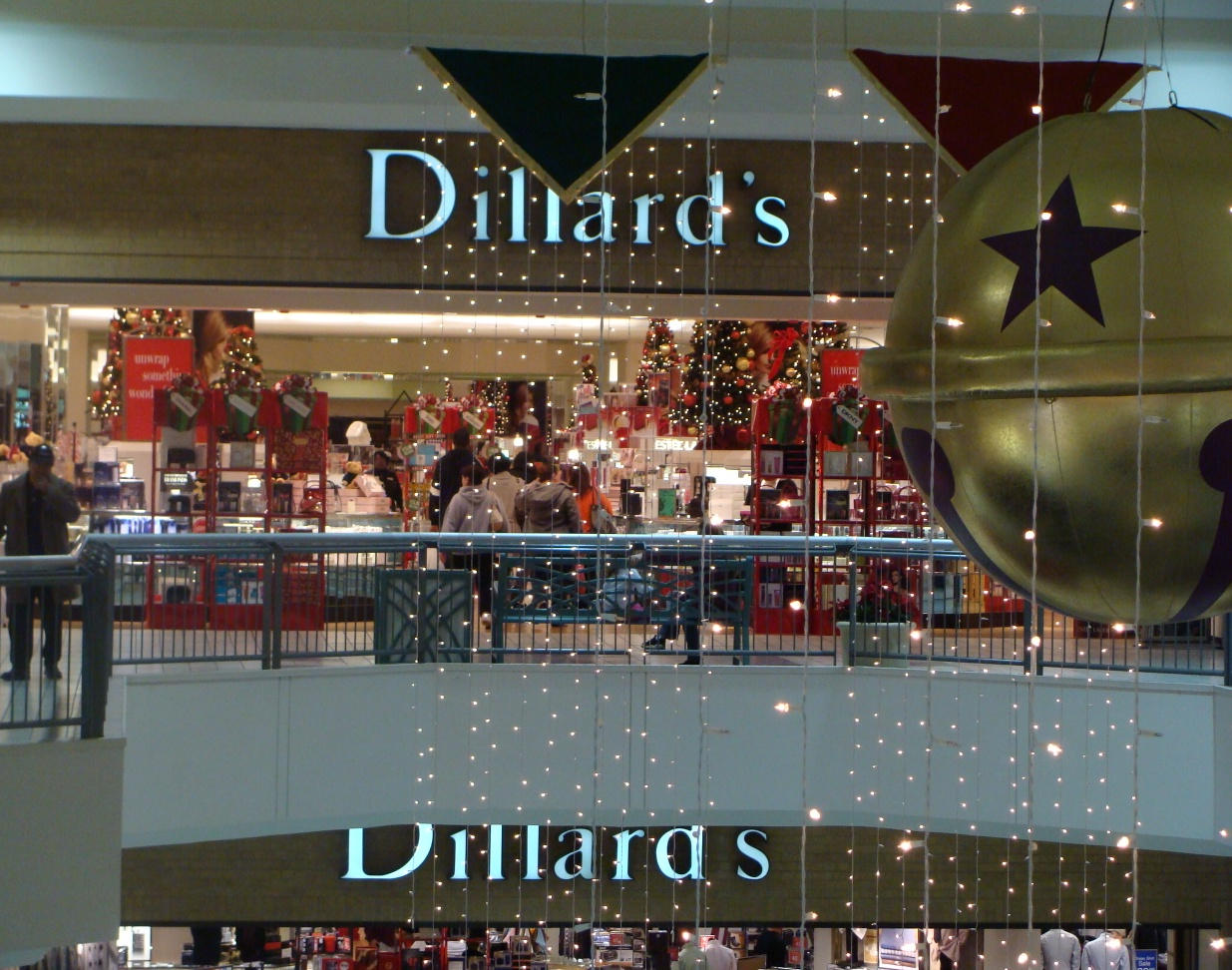
Dillard’s-Filiale innerhalb der Ingram Park Mall in San Antonio (2007)

Dillard's ist ein Einzelhandelsunternehmen aus den Vereinigten Staaten mit Firmensitz in Little Rock, Arkansas.
Das Unternehmen ist im S&P 500 gelistet und betrieb im Jahr 2010 unter dem Namen Dillard’s in 29 Bundesstaaten der USA insgesamt 308 Warenhäuser (Department Stores). Von diesen befanden sich 240 Geschäfte im Eigentum des Unternehmens, die übrigen Gebäude/Grundstücke wurden von Drittparteien gemietet. Das Sortiment von Dillard’s konzentriert sich größtenteils auf Bekleidung und Accessoires für Damen, Herren und Kinder im mittleren Preis- und Markensegment sowie auf Kosmetikartikel, Schmuck, Haushaltswaren, Lebensmittel und Möbel.
Das Unternehmen wurde 1938 von William Dillard (1914–2002) in Nashville, Arkansas gegründet. Über die Jahre wurden weitere Kaufhaus-Filialen etabliert. Das erste Geschäft innerhalb eines Einkaufszentrums öffnete 1964 in Austin, Texas. Dem Börsengang 1969 folgte eine Zeit der Expansion mit zahlreichen Neueröffnungen oder Zukäufen von Warenhäusern. Die Standorte der Kaufhäuser sind in den Bundesstaaten Texas und Florida konzentriert. Weitere Standorte sind in Arizona, Iowa, Kansas, Missouri, Alabama, Georgia, Tennessee, Oklahoma, Mississippi, Louisiana, Nevada, North Carolina, South Carolina, Kentucky, Indiana und Ohio. 1994 zog sich William Dillard achtzigjährig als CEO aus der Firma zurück; ihm folgte sein Sohn William Dillard II. Im Board of Directors des Unternehmens sitzen weitere Dillard-Familienmitglieder. 1998 wurde das US-amerikanische Einzelhandelsunternehmen Mercantile Stores erworben. Das Unternehmen betreibt auch einen Onlineshop für den US-amerikanischen Markt.
Der Umsatz von Dillard’s belief sich im Geschäftsjahr 2010 auf 6,12 Mrd. Dollar mit einem Reingewinn von ca. 180 Mio. Dollar.
Hauptkonkurrenten von Dillard’s sind Unternehmen wie Macy’s, Lord & Taylor, Belk und Kohl’s oder auch Kmart, Target und Wal-Mart.